# Nodding
En astronomie infrarouge, le nodding, que l'on appelle également le balancement de faisceaux, est une opération destinée à se débarrasser du fond thermique.

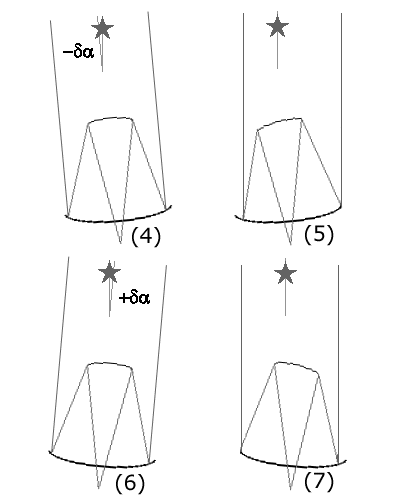
Schéma d'un cycle de balancement. Après un cycle de modulation du fond (voir le chopping), le télescope est dépointé dans son ensemble d'un petit angle dans une direction, puis le secondaire ramené de l'angle nécessaire pour repointer l'étoile. La même procédure est répétée symétriquement dans la direction opposée.

Cette opération est plus longue que le chopping ou modulation, car il faut prendre le temps
de dépointer totalement le télescope, primaire inclus. On enchaîne les sept phases suivantes (les trois premières sont communes au chopping) :
1. pointage du télescope dans la direction de l'étoile et mesure du signal ;
2. dépointage du secondaire du télescope d'un angle {\displaystyle +\delta \alpha } et mesure du signal ;
3. dépointage du secondaire du télescope d'un angle {\displaystyle -\delta \alpha } et mesure du signal ;
4. dépointage total du télescope de l'angle {\displaystyle -\delta \alpha } et mesure du signal ;
5. inclinaison du secondaire de {\displaystyle +\delta \alpha }, de telle manière que l'étoile se retrouve dans le champ et mesure du signal ;
6. dépointage total du télescope de l'angle {\displaystyle +\delta \alpha } et mesure du signal ;
7. inclinaison du secondaire de {\displaystyle -\delta \alpha }, de telle manière que l'étoile se retrouve dans le champ et mesure du signal.

Dans la phase 1 on mesure le signal {\displaystyle S_{1}=S_{0}+f_{0}}, où {\displaystyle S_{0}} est le signal stellaire à estimer et {\displaystyle f_{0}} l'intensité du signal de fond thermique. Dans les phases 2 et 3 on mesure respectivement les signaux {\displaystyle B_{1}} et {\displaystyle B_{1}'}. Dans la phase 4 on mesure le signal
{\displaystyle B_{2}=f_{0}} car l'ensemble du télescope se trouve dans la même configuration que
lors de la première phase du cycle de modulation ; dans la phase 5 on mesure le
signal {\displaystyle S_{2}=S_{0}+f_{2}} ; dans la phase 6 le signal {\displaystyle B_{3}=f_{0}} ; et dans la phase 7 le signal {\displaystyle S_{3}=S_{0}+f_{1}}. Une nouvelle estimation non biaisée cette fois-ci
du fond thermique est alors donnée par
{\displaystyle \Sigma '_{0}=[(S_{1}+S_{2}+S_{3})-0,5.(B_{2}+B_{3})-B_{1}-B_{1}']/3}.